# Monte Bachelor
Monte Bachelor, llamado anteriormente Cerro Bachelor, es un estratovolcán inactivo ubicado sobre un volcán en escudo en el Arco Volcánico de las Cascadas y la Cordillera de las Cascadas del centro de Oregón, Estados Unidos. Recibe su nombre Bachelor del inglés "soltero" para distinguirlo de las vecinas Tres Hermanas. Se encuentra ubicado en el segmento oriental de la parte central de las Cascadas Altas, el segmento oriental de la Cordillera. El volcán se encuentra en el extremo norte de la Cadena Volcánica del Monte Bachelor de 24,2 kilómetros (15,0 mi) de longitud, que sufrió cuatro episodios eruptivos importantes durante el Pleistoceno y el Holoceno. El Servicio Geológico de los Estados Unidos considera que el Monte Bachelor es una amenaza volcánica moderada, pero Bachelor representa poca amenaza de convertirse en un volcán activo en un futuro cercano. Aún no está claro si el volcán está extinto o simplemente inactivo.
La zona de esquí de Monte Bachelor funciona en la montaña desde 1958. La cima del volcán alberga el Observatorio del Monte Bachelor. El área del volcán es un centro de recreación invernal, ofrece caminatas con raquetas de nieve, esquí en la nieve, tubing de nieve y trineos tirados por perros, entre otras actividades. Se puede llegar a la cumbre por un sendero de escalada que discurre sobre la lava del volcán.

## Geografía
El monte Bachelor se encuentra en Cascade Range, dentro del condado de Deschutes, en el estado estadounidense de Oregón. Se encuentra al sur del volcán complejo Tres Hermanas, y alcanza una altura de 2764 metros (9068,2 pies). Se eleva 1067 pies (325,2 m) por encima de su base,: 193  con un relieve proximal de 2673,9 pies.: 7  El volcán tiene un volumen de 6.0 km cúbicos. El monte Bachelor se encuentra a 4,8 kilómetros (3 mi) sureste del volcán de la montaña Tumalo y 18 millas (29,0 km) al suroeste de la ciudad de Bend, en el Bosque Nacional Deschutes . 
La clima del volcán varía mucho en el área debido a la sombra de lluvia causada por la Cordillera de las Cascadas. El aire del Océano Pacífico se eleva sobre las laderas occidentales, lo que hace que se enfríe y descargue su humedad en forma de lluvia o nieve en el invierno. Las precipitaciones aumentan con la elevación. Una vez que la humedad se extrae del aire, desciende hacia el lado este de la cresta, lo que hace que el aire sea más cálido y seco. En las laderas occidentales, la precipitación varía de 203 a 318 centímetros (79,9 a 125,2 plg) anualmente, mientras que la precipitación en las laderas orientales varía de 40 a 80 pulgadas (101,6 a 203,2 cm) en el este. Las temperaturas extremas alcanzan 80 a 90 grados Fahrenheit (26,7 a 32,2 °C) en verano y −20 a −30 grados Fahrenheit (−28,9 a −34,4 °C) durante los inviernos.: 32–33 

## Geología

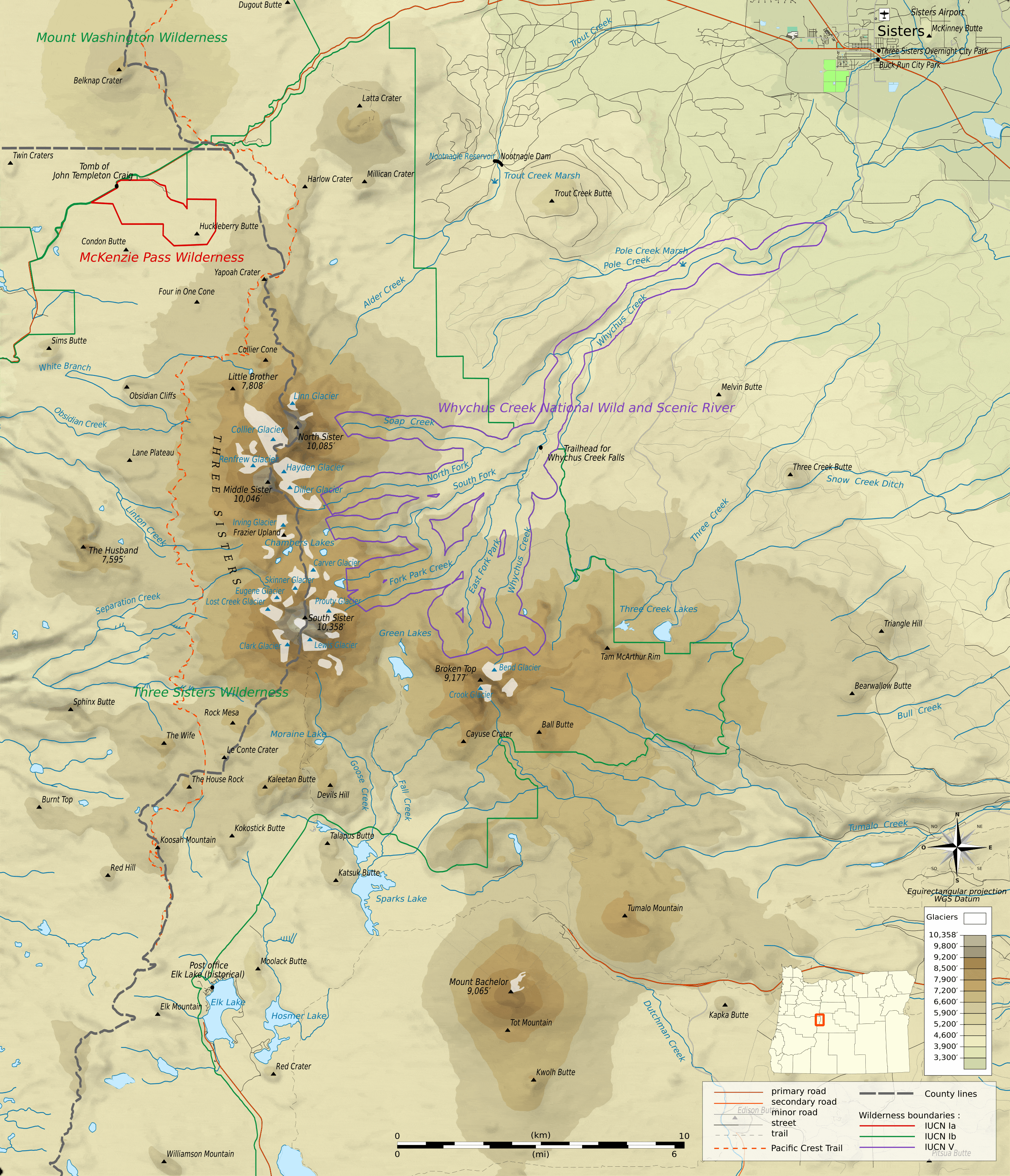
Mapa topográfico del área (con Bachelor cerca de la parte inferior central)

El volcán Bachelor se une a varios otros volcanes en el segmento oriental de Cascade Range conocido como High Cascades, que tiene una orientación de norte a sur.: 30  Construidas hacia el final del Pleistoceno, estas montañas están sustentadas por volcanes más antiguos que se hundieron debido a fallas paralelas de norte a sur en la región circundante.: 31  El monte Bachelor se encuentra en el segmento oriental de la parte central de las Cascades Altas.: 185 
El monte Bachelor es el volcán prominente más joven en el área de las Tres Hermanas en el estado denOregón, un grupo de picos volcánicos estrechamente agrupados, en contraste con los separaciones tradicionales de 65 a 97 kilómetros (40,4 a 60,3 mi) de espacio entre volcanes en otras partes de las Cascadas.: 179  Entre las áreas volcánicas más activas de las Cascadas y uno de los centros volcánicos más densamente poblados del mundo,  la región de las Tres Hermanas incluye picos como el cráter Belknap, el monte Washington, Black Butte y Three Fingered Jack al norte y Broken Top y Mount Bachelor al sur.: 179  La mayoría de los volcanes circundantes están formados por lavas máficas (ricas en magnesio y hierro);  sólo las Hermanas Sur y Media tienen abundancia de rocas silícicas como andesita, dacita y riodacita. El magma máfico es menos viscoso; produce flujos de lava y es menos propenso a erupciones explosivas que el magma silícico. 
La cadena volcánica Monte Bachelor, al sureste de la Hermana Sur, consta del Monte Bachelor propiamente dicho, que es el volcán más grande y el más septentrional del grupo, y una serie de conos de ceniza, flujos de lava y tres volcanes en escudo. La cadena recorre 24 kilómetros (14,9 mi) y abarca un área de aproximadamente 256 kilómetros cuadrados (98,8 mi²),: 193  con tendencia de norte a sur. Estos volcanes muestran variaciones significativas en tamaño y forma, que van desde conos empinados producidos por actividad explosiva leve  hasta los perfiles de suave pendiente de los volcanes en escudo.: 193  Los respiraderos volcánicos dentro de la zona muestran tendencias con orientación norte-noroeste-norte-noreste, que corresponden a fallas normales (donde un lado de la falla se mueve hacia abajo en relación con el otro) en la región, incluida una en el extremo sur de la cadena Bachelor.  La cadena Bachelor muestra que gran parte de las cascadas cuaternarias en Oregón se produjeron en breves estallidos de actividad eruptiva y que los volcanes en escudo máfico pueden entrar en erupción a un ritmo igual al de los estratovolcanes. Los volcanes dentro del campo se alimentan de cámaras de magma compartimentadas y poco profundas.: 31 
El Monte Bachelor es un estratovolcán: 22  (ubicado encima de un volcán en escudo con forma simétrica),  que se formó hace entre 18.000 y 8.000 años.: 30  Bachelor está compuesto de basalto y andesita basáltica, y aunque su cono volcánico superior se formó después de su escudo base, los dos edificios muestran una composición eruptiva similar. : 44  La montaña ha resistido muy poca alteración como resultado de la erosión glaciar, además de un pequeño circo (un valle parecido a un anfiteatro formado por la erosión glaciar) en el lado norte del volcán.: 193  A pesar de la pequeña escala de dicha erosión, ha alterado ampliamente la cara norte del Monte Bachelor, descomponiendo su lava en polvo fino, particularmente en el extremo del glaciar, donde la morrena terminal parece polvo.: 194  Sin embargo, el glaciar del volcán se ha reducido en las últimas décadas y puede desaparecer como resultado del calentamiento del clima.: 195  La cumbre del volcán tiene una serie de respiraderos agrupados con orientación noroeste-sureste, que hicieron erupción y bloquearon flujos de lava hechos de basalto y andesita que solo exhibieron erupciones explosivas menores, ya que se puede encontrar poca tefra cerca de los respiraderos a nivel de la cumbre.  Igualmente, hay poca roca piroclástica .  No hay ningún cráter en la cumbre del Monte Bachelor. 
Los flujos de lava de la cumbre del Monte Bachelor presentan fenocristales que incluyen clinopiroxeno, olivino (más raro) y plagioclasa, con dos fases para el clinopiroxeno con augita y pigeonita. Las texturas de estos productos eruptivos varían de intersectales a aquellos de tipo intergranulares, seriadas a glomeroporfídicas, subofíticas y traquíticas a las que son no alineadas. 
El monte Bachelor estalló por última vez entre 10.000 y 8.000 hace años, y está completamente cubierto de ceniza de Mazama procedente de la catastrófica erupción del monte Mazama hace unos 6.845 años. Actualmente no hay actividad geotérmica, aunque algunas áreas que se consideran fumarolas son causadas por el movimiento del aire a través de la estructura porosa.: 185–187  Varios de estos movimientos se encuentran cerca de la cima del telesilla Pine Marten y ocasionalmente presentan un peligro para los esquiadores y practicantes de snowboard donde la nieve está socavada.

### Subcaracterísticas
El monte Bachelor está asociado con varios conos piroclásticos y volcanes en escudo. Los volcanes en escudo en las cercanías de Bachelor incluyen Sheridan Mountain, Lookout Mountain y Kwohl Butte.

## Historia eruptiva
La cadena del monte Bachelor ha mostrado actividad durante el Pleistoceno y el Holoceno, consistiendo principalmente en erupciones efusivas con una pequeña cantidad de erupciones explosivas que produjeron conos de salpicaduras de aglutinados, bombas volcánicas y escoria.: 185  Dentro de la cadena Bachelor, la actividad eruptiva máfica, rica en magnesio y hierro, que consiste principalmente en flujos de lava y caída de tefra, tuvo lugar durante cuatro períodos discretos,  y comenzó hace aproximadamente 18.000 a 15.000 años cuando una especie glaciar del Pleistoceno en la zona comenzó a retroceder.: 193–194  Durante este primer episodio eruptivo, la mayor parte de la actividad se produjo en el centro de la cadena, formando el volcán en escudo de la montaña Sheridan. Los primeros respiraderos en erupción, volcanes subglaciales debajo de una capa de hielo al oeste del lago Sparks en el segmento noroeste de la cadena, interactuaron con el agua para producir violentas erupciones explosivas que expulsaron roca piroclástica, que se depositó en el lecho del lago. : 194  En esta área también se formaron depósitos de hialoclastita y espesos flujos de lava con hielo, junto con los cerros Talapus y Katsuk compuestos de escoria producida por erupciones estrombolianas posteriores y más suaves (que expulsan cenizas incandescentes, lapilli y bombas volcánicas).: 194 
El segundo período eruptivo consistió en erupciones explosivas, que construyeron conos de escoria y flujos de lava al sur de la montaña Sheridan, conocidos como respiraderos de Siah Butte. Estos se extienden hasta el extremo sur de la cadena.  El tercer período produjo el volcán en escudo que se halla debajo del Monte Bachelor formado de andesita basáltica, y luego construyó su cumbre,: 194  así como un volcán en escudo coronado por el cerro Kwohl.  La lava surgió del Monte Bachelor durante este tercer período y descendió por sus lados norte y noroeste.: 194  Hace 12.000 años, el Monte Bachelor estaba cerca de su tamaño actual, ya que las morrenas más antiguas de los glaciares de la montaña (cubiertas por flujos de lava de este tercer episodio eruptivo) pueden fecharse a este período de tiempo. La estructura actual del Monte Bachelor se culminó hace unos 10.000 años, seguido de un intervalo en la actividad eruptiva que duró 2.000 años.  La última actividad eruptiva dentro de la cadena produjo conos de escoria y flujos de lava, incluido el cono de Egan, que se puede observar sobre el flanco norte inferior del monte Bachelor. Debido a la presencia de Mazama Ash en el lado norte del volcán, no es probable que haya ocurrido actividad eruptiva desde hace 7.700 años.: 194 
En total, la cadena Monte Bachelor ha producido 9.6 km cúbicos de material eruptivo, incluido el volumen del Monte Bachelor de 25 km cúbicos. Los estudios estratigráficos y paleomagnéticos sugieren que el volumen de Bachelor se produjo en tan solo 1.500 años.

### Peligros potenciales
Catalogado en un nivel de amenaza "moderado" por el Servicio Geológico de los Estados Unidos,  El monte Bachelor representa poca amenaza de convertirse en un volcán activo en un futuro inmediato. Puede ser parte de un campo volcánico monogenético, lo que implica que el volcán solo experimentó una larga serie de erupciones antes de detener su actividad por completo, pero puede que simplemente esté inactivo y podría entrar en erupción en algún momento en el futuro. : 195  Aún no está claro si el monte Bachelor está simplemente inactivo o si está completamente extinto.: 397 
La cadena volcánica Bachelor se encuentra dentro de una zona de peligro de flujo de lava que existe en el centro del estado de Oregón. Las erupciones de este campo de volcanes máficos pueden producir erupciones de tefra y flujos de lava que se extienden de 4,8 a 14,5 kilómetros (3 a 9 mi) desde sus respiraderos de origen. Dentro de áreas 1,2 millas (1,9 km) de los respiraderos, la tefra puede formar depósitos con espesores de hasta 10 pies (3 m), aunque sólo alcanzan espesores de 4 pulgadas (10,2 cm) a distancias superiores a 6 millas (9,7 km). Debido a que los flujos de lava se mueven lentamente, los animales, incluyendo los humanos pueden superarlos, aunque representan una amenaza para los arroyos y ríos, que pueden represar o desviar bajo efecto de la lava, lo que genera posibles riesgos de inundaciones. Puede ser poco probable una erupción del Monte Bachelor, las Tres Hermanas al norte u otro respiradero cercano en la Cadena del Monte Bachelor, pero cualquiera de ellas representaría una amenaza para la zona de esquí.

## Historia humana
El monte Bachelor se llama así porque "se distingue" de las Tres Hermanas, un grupo de tres montañas volcánicas que se encuentran a poca distancia noroeste del monte Bachelor. En los primeros días de asentamiento humano, el volcán era llamado cerro Bachelor y popularmente se le llamaba con frecuencia "Hermano Jonathan" o "Monte Hermano", pero ambos finalmente dejaron de usarse.
Alrededor de la época de la Segunda Guerra Mundial, 90.000 soldados estaban estacionados para entrenar en Campo Abbot cerca de Bend. Durante la guerra, la comunidad de Bend dependía de los aserraderos y la agricultura, y en 1941 se abrió una pequeña zona de esquí en el Monte Bachelor. En 1958, la colina de esquí se había convertido en una estación de esquí, después de que el Bend Skyliners Mountaineering Club recaudara fondos para cubrir los costos iniciales, con la instalación del primer telesilla en 1962  y la consecución de un premio especial de 30 años. Permiso de uso del Servicio Forestal de los Estados Unidos. La expansión continuó hasta la década de 1970, y la zona de esquí recibió 257.000 visitantes entre 1974 y 1975, y más de 500.000 entre 1982 y 1983.
A los desarrolladores del complejo les preocupaba que los consumidores pudieran percibir el esquí en una colina como algo "de poco importe" por usar el nombre "cerro" y por eso llamaron a su complejo Monte Bachelor. Con el tiempo, la popularidad de la zona de esquí llevó a que el nombre Monte Bachelor se volviera de uso popular y, en una decisión dividida, la Junta de Nombres Geográficos de Oregón votó para cambiar el nombre de Cerro Bachelor a Monte Bachelor.
En la década de 1980, los desafíos en las industrias de construcción de viviendas y maderera significaron que el condado de Deschutes experimentó una tasa de desempleo del 15 por ciento, pero la construcción de un centro comercial local, una silla en la cima del Monte Bachelor y el Museo High Desert ayudaron a que la economía mejorara con el tiempo. En 2013, el Servicio Forestal de los Estados Unidos aprobó un nuevo plan maestro para un mayor desarrollo del complejo volcánico, que incluye un parque para bicicletas de montaña, más telesillas, senderos, una tirolesa y mejores comodidades en el albergue del complejo.
La cumbre del volcán alberga el Observatorio monte Bachelor, ubicado a una altitud de 9000 pies (2743,2 m) sobre el nivel del mar, y mantenido por un grupo de investigación de la Universidad de Washington Bothell y la estación de esquí. La investigación en el observatorio analiza el transporte de contaminación a larga distancia desde el continente asiático, midiendo las características químicas de las columnas que llegan al noroeste del Pacífico . 

## Recreación

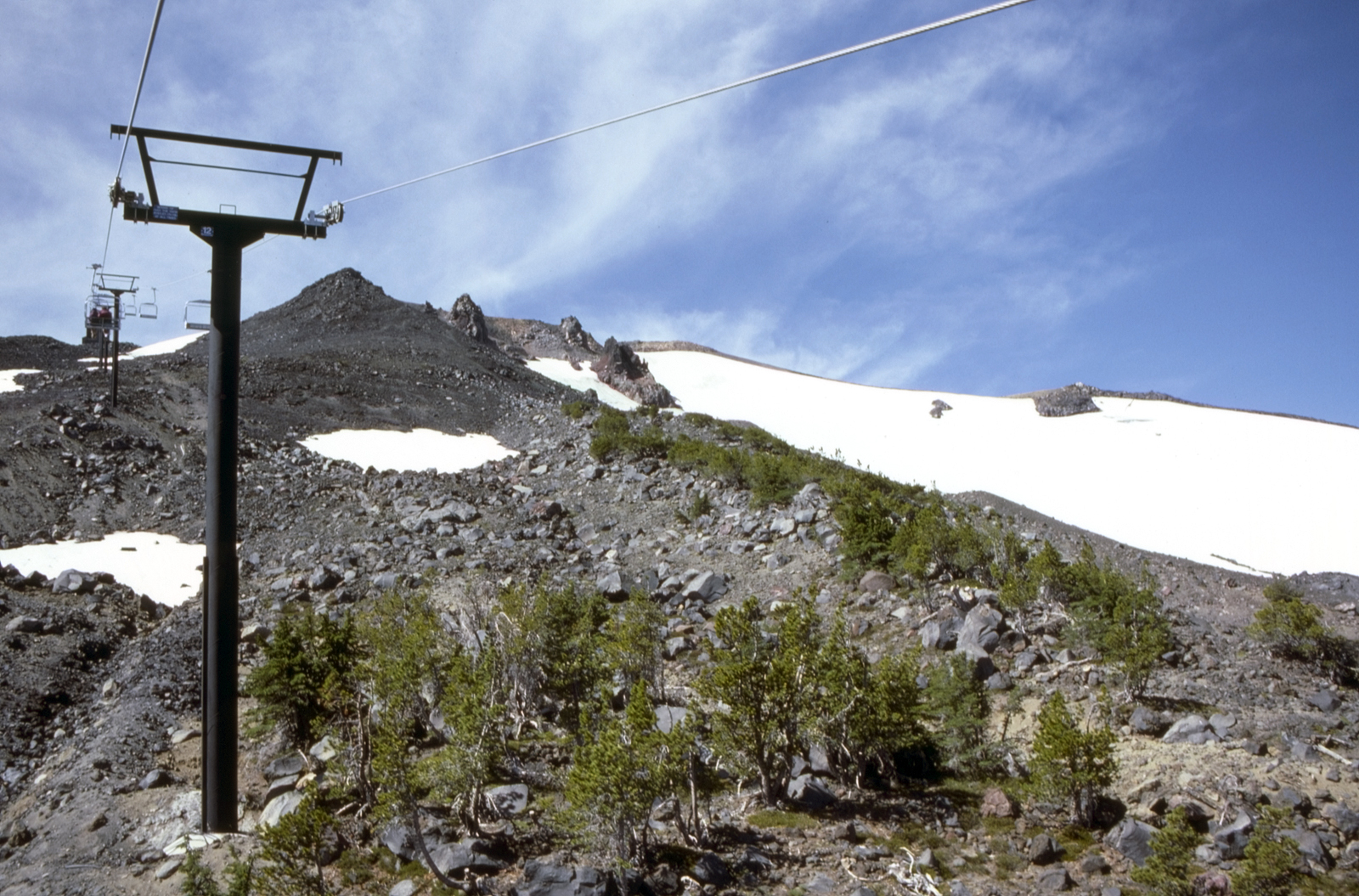
El telesilla hasta la cima del monte Bachelor, visto en 1986

La zona de esquí de Monte Bachelor opera un telesilla durante el verano y durante la temporada de esquí (si el clima lo permite), lo que lo convierte en el único volcán Cascade importante con un telesilla hasta la cima.: 195  Conocido a nivel nacional,  el complejo es uno de los más grandes del noroeste del Pacífico con una superficie esquiable de 3683 acres (14,9 km²) y un desnivel de 3365 pies (1025,7 m), además de seis parques de terreno. El complejo representa un centro de actividades recreativas de invierno dentro del condado de Deschutes,  que opera dentro del Bosque Nacional Deschutes y se asocia con el Servicio Forestal de los Estados Unidos para ofrecer actividades preservando al mismo tiempo las cascadas de Oregón y el área forestal. El complejo ofrece recorridos interpretativos con un naturalista sobre la flora y fauna local,  además de paseos con raquetas de nieve,: 26  snowboard,: 30  snow tubing, trineos tirados por perros y grandes almacenes.: 31  Durante el verano, la pesca es una actividad popular en los lagos y arroyos locales, al igual que el senderismo y la acampada.
Para subir a la cima del Monte Bachelor se sigue un sendero que comienza a una altitud de 6300 pies (1920,2 m) y gana 2765 pies (842,8 m) llegar a la cumbre. Es un sendero de un solo carril que atraviesa la lava del volcán, que aparece en formaciones irregulares. La cumbre del volcán ofrece vistas del resto de la cadena Monte Bachelor hacia el sur, además de Lookout Mountain,  Three Sisters, Mount Jefferson, Monte Hood y Monte Adams en el estado de Washington.: 195 